# Het trekken aan de krakeling
Het trekken aan de krakeling is een schilderij door de Noord-Nederlandse schilder Jan van Bijlert in het Centraal Museum in Utrecht.

## Voorstelling
Het stelt twee mannen en twee vrouwen voor zittend aan een tafel. De tafel is gedekt met een schaal krakelingen, een zoutvat en een bordje met boter. Het jonge viertal lijkt bezig te zijn met een gezelschapsspel: degene die aan het langste eind van de krakeling trekt wint. Op tafel liggen resten van een krakeling die al gebroken is.
Het thema van de voorstelling is valsspelen. De vrouw trekt met twee vingers aan de krakeling en verhoogt daarmee haar kansen om te winnen. De man die zich wel aan de spelregels houdt en alleen zijn pink gebruikt ziet dit. Het lijkt hem niet te deren, want hij slaat liefkozend zijn arm om haar schouder. De vrouw tegenover het paar heft echter boos een fluitglas omhoog. De man naast haar kijkt de toeschouwer aan terwijl hij met twee vingers een krakeling vasthoudt wijzend op het bedrog van de vrouw.

### ‘Visuele homonymie’

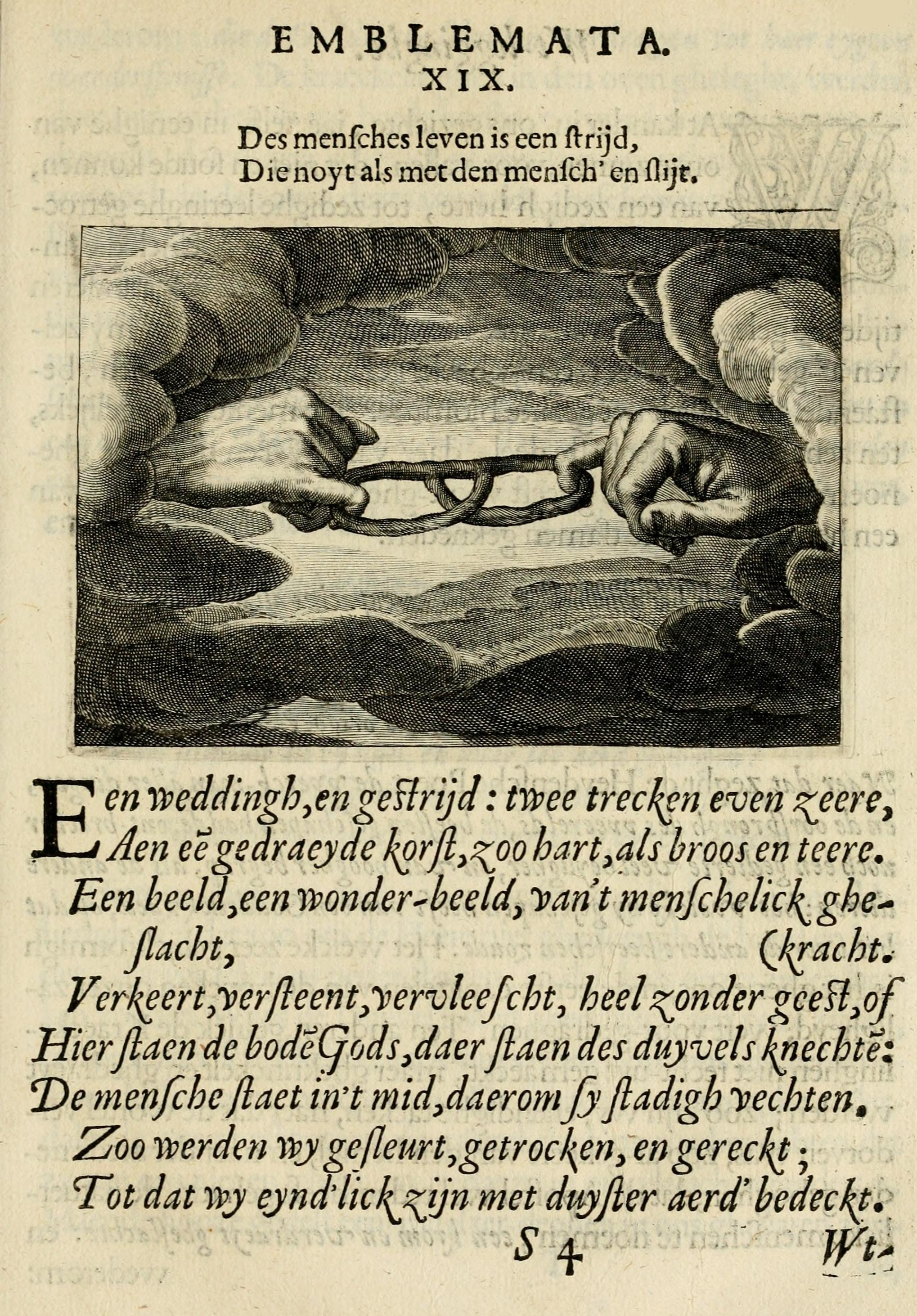
Embleem XIX: Des mensches leven is een strijd, die noyt als met den mensch' en slijt. Afkomstig uit Iohannis de Brunes (1624) Emblemata of Sinne-werck, Amsterdam: Abraham Latham, p. 143.

Toen het schilderij in 1970 gekocht werd door het Centraal Museum, was er onder Nederlandse kunsthistorici veel aandacht voor emblemata of zinnebeelden. Auteurs als Eddy de Jongh vergeleken deze emblemata met motieven op schilderijen en ontrafelden zo de diepere betekenis van veel Noord-Nederlandse genrevoorstellingen uit de 17e eeuw. In 1976 was Het trekken aan de krakeling te zien op de tentoonstelling Tot lering en vermaak in het Rijksmuseum, dat gewijd was aan dit onderwerp. In de tentoonstellingscatalogus wordt de voorstelling verklaard aan de hand van een embleem uit het boek Emblemata of Sinne-werck uit 1624 van Johan de Brune.
Dit embleem stelt voor twee handen die met de pinken aan een krakeling trekken omgeven door wolken. De Brune legt dit uit als de strijd tussen goed en kwaad. De breekbaarheid van de krakeling vergelijkt hij met de broosheid van het menselijk bestaan en de gedraaide vorm is een symbool voor de mensheid, ‘die de Goddelicke schriften verdraeyen tot haer eyghen verderfenisse’. De voorstelling op het schilderij moet volgens de samenstellers van de tentoonstellingscatalogus dus vermanend worden opgevat. ‘In elk geval werpt de krakeling [...] van De Brune in zoverre een verhelderend licht op het tafereel, dat wij [...] kunnen vaststellen dat hier kwesties van goed en kwaad, alsmede de broosheid van het menselijk leven, aan de orde worden gesteld’.

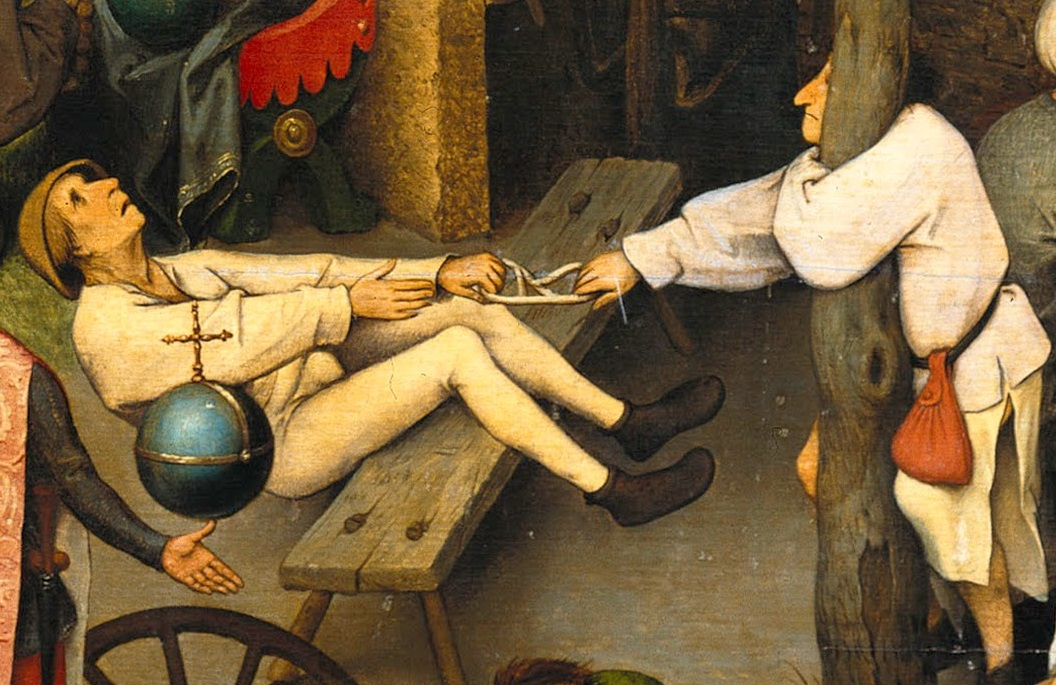
Pieter Bruegel, Nederlandse Spreekwoorden, detail: Aan het langste (of kortste) eind trekken. 1559. Berlijn, Staatliche Museen zu Berlin, Gemäldegalerie

Twee auteurs van de catalogus – Jan Baptist Bedaux en Peter Hecht – hebben zich in latere publicaties van deze interpretatie gedistantieerd. Bedaux gebruikt Het trekken aan de krakeling zelfs als voorbeeld van een te geforceerd gebruik van emblemata voor de uitleg van genrevoorstellingen. Het trekken aan een krakeling komt ook voor op het schilderij Nederlandse Spreekwoorden door Pieter Bruegel de Oude. Hier wordt het trekken gebruikt als illustratie bij het spreekwoord ‘Aan het langste (of kortste) eind trekken’. Bedaux stelt vast dat sommige motieven op meer dan één manier zijn uit te leggen. Dit verschijnsel noemt hij ’visuele homonymie’.

### Halfvasten
De beeldtaal die Van Bijlert hier gebruikt komt in de Noord-Nederlandse schilderkunst verder niet of nauwelijks voor. Toch was het trekken aan een krakeling in de 17e eeuw een wijdverbreid gebruik. De koekjes werden vooral gegeten tijdens de vastentijd en het is bekend dat geliefden elkaar tijdens halfvasten opzochten om een krakeling te breken. Mogelijk combineert de schilder hier dit liefdesspel met het spreekwoord ‘Aan het langste (of korste) eind trekken’.

### Pendant
Ook volgens de Duitse kunsthistoricus Thomas Döring is het schilderij een uitbeelding van de vasten. Het schilderij Wafel en pannenkoek etend gezelschap van Van Bijlert in het Herzog Anton Ulrich-Museum in Braunschweig stelt, volgens een inscriptie op een papiertje dat één van de afgebeelde figuren vasthoudt, carnaval voor. Volgens Döring zijn de schilderijen in Braunschweig en Utrecht pendantschilderijen en moeten ze samen opgevat worden als de strijd tussen carnaval en vasten. Dit thema werd ook in 1559 door Breugel afgebeeld op zijn Nederlandse Spreekwoorden. Döring gaat er echter nog steeds van uit dat de werkelijke betekenis van de voorstelling te verklaren is aan de hand van het embleem van De Brune. De kunsthistoricus Paul Huys Janssen wijst er echter op dat de tafelrand in beide schilderijen van hoogte verschillen en het dus niet aan te nemen is dat het hier om pendanten gaat.

## Toeschrijving en datering
Het schilderij is linksboven gesigneerd ‘Jv bijlert · fe’ (Jan van Bijlert fecit, Jan van Bijlert heeft [dit] gemaakt). Volgens Huys Janssen ontstond het ergens in de jaren 1630.

## Herkomst
Het werk bevond zich vroeger in een privéverzameling in Duitsland. Op 3 december 1965 werd het ter veiling aangeboden door veilinghuis F. von Artus in Frankfurt am Main. Vermoedelijk werd het toen gekocht door kunsthandel Galerie Heinemann in Wiesbaden. In 1969 werd het gesignaleerd bij Galerie Interkunst in München. Later dat jaar werd het verworven door Kunsthandel G. Cramer in Den Haag, die het in 1970 verkocht aan het Centraal Museum in Utrecht.